# 미국인 소방수의 생활
미국인 소방수의 생활(Life Of An American Fireman)은 미국에서 제작된 에드윈 S. 포터 감독의 1903년 액션 영화이다. 1902년 말에 촬영되었고 1903년 초에 배급되었다.
2016년에 이 영화는 문화적, 역사적, 미적 중요성으로 인해 미국 의회도서관에 의해 미국 국립영화등기부의 보존물로 선정되었다.